# Unione Sportiva Lucchese Libertas 1962-1963
Questa pagina raccoglie le informazioni riguardanti l'Unione Sportiva Lucchese Libertas nelle competizioni ufficiali della stagione 1962-1963.

## Rosa
| N. |                   | Ruolo | Calciatore           |
| -- | ----------------- | ----- | -------------------- |
|    | Italia (bandiera) | A     | Alfredo Arrigoni     |
|    | Italia (bandiera) | A     | Alessandro Bianchi   |
|    | Italia (bandiera) | C     | Luciano Bonfada      |
|    | Italia (bandiera) | C     | Carlo Cambi          |
|    | Italia (bandiera) | P     | Bruno Cassani        |
|    | Italia (bandiera) | D     | Pietro Cappellino    |
|    | Italia (bandiera) | C     | Giuseppe Castano     |
|    | Italia (bandiera) | C     | Gianfranco Clerici   |
|    | Italia (bandiera) | A     | Giovanni Clerici     |
|    | Italia (bandiera) | C     | Mario Conti          |
|    | Italia (bandiera) | C     | Del Frate            |
|    | Italia (bandiera) | A     | Angelo Della Santina |
|    | Italia (bandiera) | C     | Enrico Dordoni       |

| N. |                   | Ruolo | Calciatore         |
| -- | ----------------- | ----- | ------------------ |
|    | Italia (bandiera) | C     | Giuseppe Fiaschi   |
|    | Italia (bandiera) | C     | Stefano Francescon |
|    | Italia (bandiera) | A     | Franco Ghiadoni    |
|    | Italia (bandiera) | A     | Emilio Gratton     |
|    | Italia (bandiera) | C     | Roberto Luna       |
|    | Italia (bandiera) | C     | Giuseppe Pacini    |
|    | Italia (bandiera) | C     | Aldo Pedretti      |
|    | Italia (bandiera) | P     | Piero Persico      |
|    | Italia (bandiera) | D     | Roberto Picchi     |
|    | Italia (bandiera) | C     | Giuliano Ratti     |
|    | Italia (bandiera) | C     | Alfonso Sicurani   |
|    | Italia (bandiera) | P     | Moriano Tampucci   |

## Risultati

### Serie B

#### Girone di andata
| Brescia 16 settembre 1962 1ª giornata | Brescia | 2 – 1 | Lucchese | Stadio Mario Rigamonti |

| Lucca 23 settembre 1962 2ª giornata | Lucchese | 2 – 0 | Como | Stadio Porta Elisa |

| Lucca 30 settembre 1962 3ª giornata | Lucchese | 0 – 0 | Simmenthal-Monza | Stadio Porta Elisa |

| San Benedetto del Tronto 7 ottobre 1962 4ª giornata | Sambenedettese | 1 – 0 | Lucchese | Stadio Fratelli Ballarin |

| Lucca 13 ottobre 1962 5ª giornata | Lucchese | 1 – 3 | Lazio | Stadio Porta Elisa |

| Padova 21 ottobre 1962 6ª giornata | Padova | 1 – 3 | Lucchese | Stadio Silvio Appiani |

| Lucca 28 ottobre 1962 7ª giornata | Lucchese | 1 – 0 | Cagliari | Stadio Porta Elisa |

| Lecco 4 novembre 1962 8ª giornata | Lecco | 5 – 2 | Lucchese | Stadio Rigamonti Ceppi |

| Lucca 11 novembre 1962 9ª giornata | Lucchese | 1 – 1 | Messina | Stadio Porta Elisa |

| Lucca 18 novembre 1962 10ª giornata | Lucchese | 3 – 0 | Catanzaro | Stadio Porta Elisa |

| Trieste 25 novembre 1962 11ª giornata | Triestina | 1 – 0 | Lucchese | Stadio Comunale |

| Lucca 2 dicembre 1962 12ª giornata | Lucchese | 2 – 1 | Cosenza | Stadio Porta Elisa |

| Bari 16 dicembre 1962 13ª giornata | Bari | 2 – 1 | Lucchese | Stadio della Vittoria |

| Foggia 23 dicembre 1962 14ª giornata | Foggia & Incedit | 4 – 1 | Lucchese | Stadio Pino Zaccheria |

| Lucca 30 dicembre 1962 15ª giornata | Lucchese | 0 – 2 | Pro Patria | Stadio Porta Elisa |

| Lucca 6 gennaio 1963 16ª giornata | Lucchese | 2 – 3 | Udinese | Stadio Porta Elisa |

| Alessandria 13 gennaio 1963 17ª giornata | Alessandria | 2 – 1 | Lucchese | Stadio Giuseppe Moccagatta |

| Verona 20 gennaio 1963 18ª giornata | Verona | 1 – 0 | Lucchese | Stadio Marcantonio Bentegodi |

| Lucca 27 gennaio 1963 19ª giornata | Lucchese | 0 – 2 | Parma | Stadio Porta Elisa |

#### Girone di ritorno
| Lucca 3 febbraio 1963 20ª giornata | Lucchese | 0 – 0 | Brescia | Stadio Porta Elisa |

| Como 10 febbraio 1963 21ª giornata | Como | 2 – 2 | Lucchese | Stadio Giuseppe Sinigaglia |

| Monza 17 febbraio 1963 22ª giornata | Simmenthal-Monza | 6 – 1 | Lucchese | Stadio "Città di Monza" |

| Lucca 24 febbraio 1963 23ª giornata | Lucchese | 1 – 1 | Sambenedettese | Stadio Porta Elisa |

| Roma 3 marzo 1963 24ª giornata | Lazio | 2 – 1 | Lucchese | Stadio Olimpico |

| Lucca 10 marzo 1963 25ª giornata | Lucchese | 0 – 0 | Padova | Stadio Porta Elisa |

| Cagliari 17 marzo 1963 26ª giornata | Cagliari | 4 – 0 | Lucchese | Stadio Amsicora |

| Lucca 24 marzo 1963 27ª giornata | Lucchese | 1 – 3 | Lecco | Stadio Porta Elisa |

| Messina 7 aprile 1963 28ª giornata | Messina | 1 – 0 | Lucchese | Stadio Giovanni Celeste |

| Catanzaro 14 aprile 1963 29ª giornata | Catanzaro | 1 – 0 | Lucchese | Stadio Comunale |

| Lucca 21 aprile 1963 30ª giornata | Lucchese | 3 – 0 | Triestina | Stadio Porta Elisa |

| Cosenza 28 aprile 1963 31ª giornata | Cosenza | 1 – 1 | Lucchese | Stadio Emilio Morrone |

| Lucca 5 maggio 1963 32ª giornata | Lucchese | 1 – 3 | Bari | Stadio Porta Elisa |

| Lucca 12 maggio 1963 33ª giornata | Lucchese | 0 – 2 | Foggia & Incedit | Stadio Porta Elisa |

| Busto Arsizio 19 maggio 1963 34ª giornata | Pro Patria | 4 – 0 | Lucchese | Stadio Comunale |

| Udine 26 maggio 1963 35ª giornata | Udinese | 2 – 1 | Lucchese | Stadio Moretti |

| Lucca 2 giugno 1963 36ª giornata | Lucchese | 1 – 2 | Alessandria | Stadio Porta Elisa |

| Lucca 9 giugno 1963 37ª giornata | Lucchese | 2 – 1 | Verona | Stadio Porta Elisa |

| Parma 16 giugno 1963 38ª giornata | Parma | 2 – 0 | Lucchese | Stadio Ennio Tardini |

### Coppa Italia
| Arbitro: | Cataldo |

|              |           |             |
| Ghiadoni 67’ | Marcatori | 30’ Recagni |

Passa il turno la Lucchese per sorteggio.
| Arbitro: | Cataldo (Siderno) |

|            |                      |              |
| Ciccolo 2’ | Marcatori            | 26’ Ghiadoni |
| Pirovano   | Tiri di rigore 6 – 5 | Castano      |

## Statistiche

### Statistiche di squadra
| Competizione | Punti | In casa | In casa | In casa | In casa | In casa | In casa | In trasferta | In trasferta | In trasferta | In trasferta | In trasferta | In trasferta | Totale | Totale | Totale | Totale | Totale | Totale | DR  |
| Competizione | Punti | G       | V       | N       | P       | Gf      | Gs      | G            | V            | N            | P            | Gf           | Gs           | G      | V      | N      | P      | Gf     | Gs     | DR  |
| ------------ | ----- | ------- | ------- | ------- | ------- | ------- | ------- | ------------ | ------------ | ------------ | ------------ | ------------ | ------------ | ------ | ------ | ------ | ------ | ------ | ------ | --- |
| Serie B      | 21    | 19      | 6       | 5       | 8       | 21      | 24      | 19           | 1            | 2            | 16           | 15           | 44           | 38     | 7      | 7      | 24     | 36     | 68     | -32 |
| Coppa Italia |       | 1       | 0       | 1       | 0       | 1       | 1       | 1            | 0            | 1            | 0            | 1            | 1            | 2      | 0      | 2      | 0      | 2      | 2      | 0   |
| Totale       |       | 20      | 6       | 6       | 8       | 22      | 25      | 20           | 1            | 3            | 16           | 16           | 45           | 40     | 7      | 9      | 24     | 38     | 70     | -32 |

### Andamento in campionato
| Giornata  | 1  | 2 | 3 | 4  | 5  | 6  | 7  | 8  | 9  | 10 | 11 | 12 | 13 | 14 | 15 | 16 | 17 | 18 | 19 | 20 | 21 | 22 | 23 | 24 | 25 | 26 | 27 | 28 | 29 | 30 | 31 | 32 | 33 | 34 | 35 | 36 | 37 | 38 |
| --------- | -- | - | - | -- | -- | -- | -- | -- | -- | -- | -- | -- | -- | -- | -- | -- | -- | -- | -- | -- | -- | -- | -- | -- | -- | -- | -- | -- | -- | -- | -- | -- | -- | -- | -- | -- | -- | -- |
| Luogo     | T  | C | C | T  | C  | T  | C  | T  | C  | C  | T  | C  | T  | T  | C  | C  | T  | T  | C  | C  | T  | T  | C  | T  | C  | T  | C  | T  | T  | C  | T  | C  | C  | T  | T  | C  | C  | T  |
| Risultato | P  | V | N | P  | P  | V  | V  | P  | N  | V  | P  | V  | P  | P  | P  | P  | P  | P  | P  | N  | N  | P  | N  | P  | N  | P  | P  | P  | P  | V  | N  | P  | P  | P  | P  | P  | V  | P  |
| Posizione | 16 | 8 | 9 | 14 | 16 | 14 | 13 | 13 | 13 | 12 | 12 | 11 | 13 | 14 | 16 | 16 | 17 | 17 | 18 | 18 | 18 | 20 | 20 | 20 | 20 | 20 | 20 | 20 | 20 | 20 | 20 | 20 | 20 | 20 | 20 | 20 | 20 | 20 |

Legenda:

Luogo: C = Casa; T = Trasferta. Risultato: V = Vittoria; N = Pareggio; P = Sconfitta.